# Agneaux
Pour les articles homonymes, voir Agneau (homonymie).
Agneaux (prononcé [aɲo:]) est une commune française, située dans le département de la Manche en région Normandie, peuplée de 4 266 habitants.

## Géographie

### Localisation
Agneaux est une commune résidentielle dont la partie urbaine constitue l'ouest de l'agglomération saint-loise, composée d'un habitat essentiellement pavillonnaire, le long de la route Saint-Lô-Coutances, au centre du pays saint-lois. Son bourg est à 1,6 km à l'ouest du centre-ville de Saint-Lô, à 9 km au nord-est de Canisy et à 12 km à l'est de Marigny.
| Thèreval (comm. dél. d'Hébécrevon)               | Rampan (sur quelques dizaines de mètres), Saint-Georges-Montcocq | Saint-Lô |
| Thèreval (comm. dél. d'Hébécrevon)               | Agneaux                                                          | Saint-Lô |
| Thèreval (comm. dél. d'Hébécrevon), Saint-Gilles | Saint-Gilles                                                     | Saint-Lô |

### Géologie et relief
Le point culminant (86 m) se situe en limite ouest, près du lieu-dit le Compart. Le point le plus bas (6 / 7 m) correspond à la sortie de la Vire du territoire, au nord-ouest. La commune est urbaine sur une grande partie est et bocagère pour le reste du territoire.

### Hydrographie
La commune est située dans le bassin de la Vire au sein du bassin Seine-Normandie. Elle est drainée par la Vire et le cours d'eau 01 de Rajon,,.
La Vire, d'une longueur de 128 km, délimite le territoire au nord et au sud-est. Elle prend sa source dans la commune de Vire Normandie et se jette  dans la baie de Seine en limite d'Osmanville et de Carentan-les-Marais, après avoir traversé 27 communes. Les caractéristiques hydrologiques de la Vire sont données par la station hydrologique située sur la commune de Saint-Lô. Le débit moyen mensuel est de 12,9 m3/s. Le débit moyen journalier maximum est de 245 m3/s, atteint lors de la crue du 15 février 1990. Le débit instantané maximal est quant à lui de 256 m3/s, atteint le même jour.

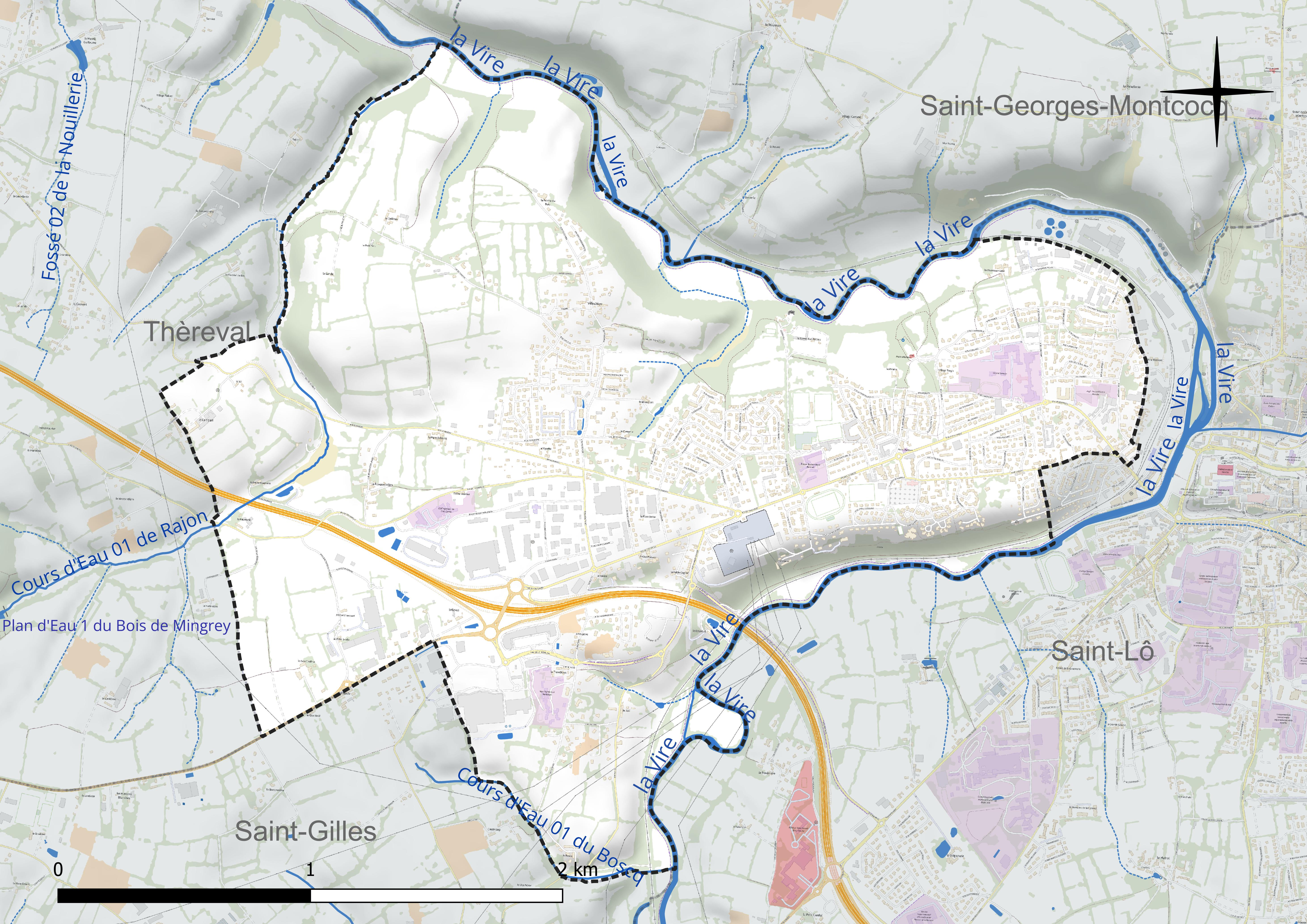
Réseau hydrographique d'Agneaux.

### Climat
Pour des articles plus généraux, voir Climat de la Normandie et Climat de la Manche.
En 2010, le climat de la commune est de type climat océanique franc, selon une étude du CNRS s'appuyant sur une série de données couvrant la période 1971-2000. En 2020, Météo-France publie une typologie des climats de la France métropolitaine dans laquelle la commune est exposée à un climat océanique et est dans la région climatique Normandie (Cotentin, Orne), caractérisée par une pluviométrie relativement élevée (850 mm/a) et un été frais (15,5 °C) et venté. Parallèlement le GIEC normand, un groupe régional d'experts sur le climat, différencie quant à lui, dans une étude de 2020, trois grands types de climats pour la région Normandie, nuancés à une échelle plus fine par les facteurs géographiques locaux. La commune est, selon ce zonage, exposée à un « climat contrasté des collines », correspondant au Bocage normand, bien arrosé, voire très arrosé sur les reliefs les plus exposés au flux d'ouest, et frais en raison de l'altitude.
Pour la période 1971-2000, la température annuelle moyenne est de 10,8 °C, avec une amplitude thermique annuelle de 11,8 °C. Le cumul annuel moyen de précipitations est de 886 mm, avec 14 jours de précipitations en janvier et 8,2 jours en juillet. Pour la période 1991-2020, la température moyenne annuelle observée sur la station météorologique la plus proche, située sur la commune de Condé-sur-Vire à 9 km à vol d'oiseau, est de 11,3 °C et le cumul annuel moyen de précipitations est de 956,7 mm,. Pour l'avenir, les paramètres climatiques de la commune estimés pour 2050 selon différents scénarios d'émission de gaz à effet de serre sont consultables sur un site dédié publié par Météo-France en novembre 2022.

## Urbanisme

### Typologie
Au 1er janvier 2024, Agneaux est catégorisée ceinture urbaine, selon la nouvelle grille communale de densité à sept niveaux définie par l'Insee en 2022.
Elle appartient à l'unité urbaine de Saint-Lô, une agglomération intra-départementale regroupant quatre communes, dont elle est une commune de la banlieue,,. Par ailleurs la commune fait partie de l'aire d'attraction de Saint-Lô, dont elle est une commune de la couronne,. Cette aire, qui regroupe 63 communes, est catégorisée dans les aires de 50 000 à moins de 200 000 habitants,.

### Occupation des sols

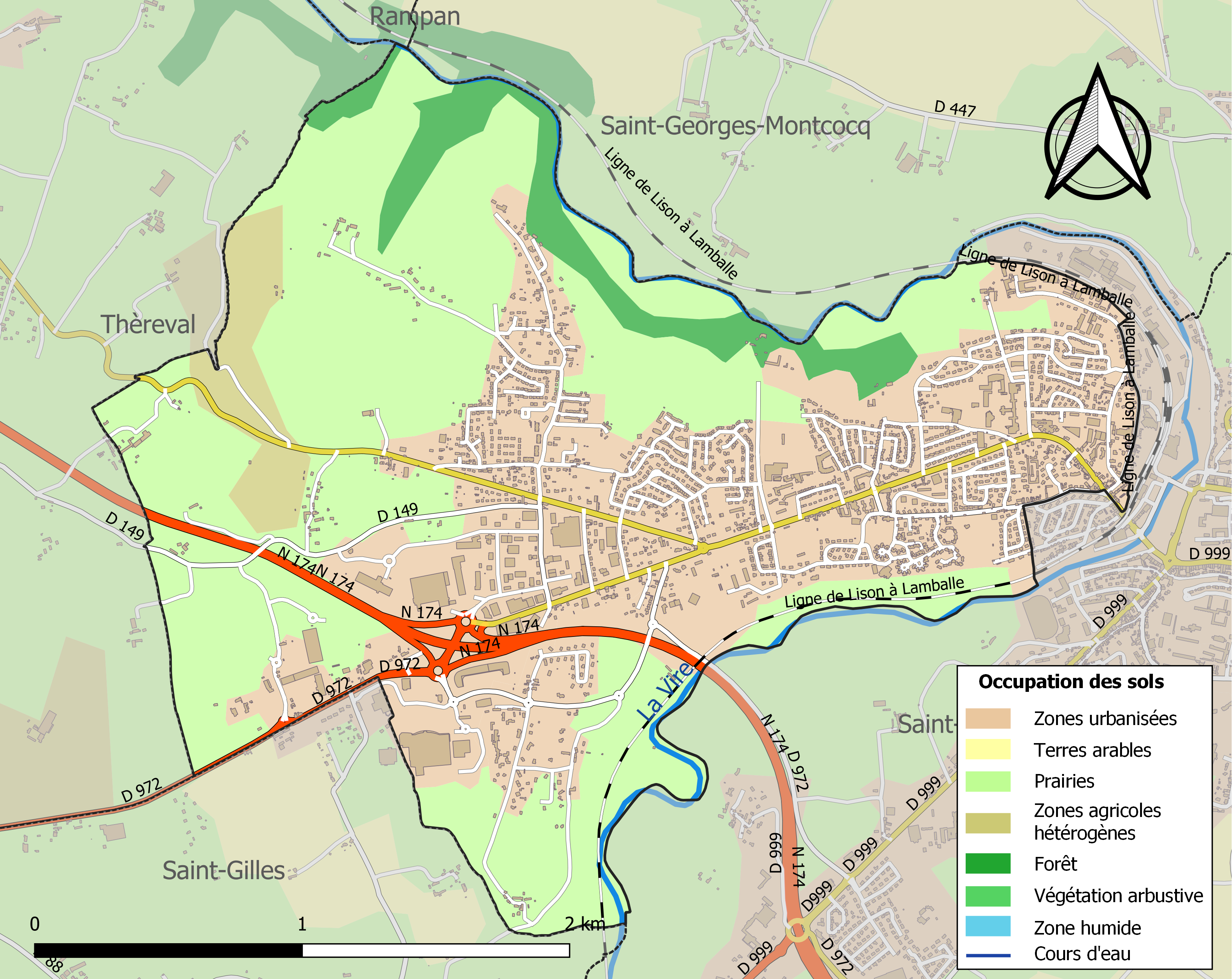
Carte des infrastructures et de l'occupation des sols de la commune en 2018 (CLC).

L'occupation des sols de la commune, telle qu'elle ressort de la base de données européenne d'occupation biophysique des sols Corine Land Cover (CLC), est marquée par l'importance des territoires agricoles (49,4 % en 2018), en diminution par rapport à 1990 (60,1 %).
La répartition détaillée en 2018 est la suivante : prairies (45,4 %), zones urbanisées (34,4 %), zones industrielles ou commerciales et réseaux de communication (11,3 %), forêts (4,9 %), zones agricoles hétérogènes (3,9 %), terres arables (0,1 %).
L'évolution de l'occupation des sols de la commune et de ses infrastructures peut être observée sur les différentes représentations cartographiques du territoire : la carte de Cassini (XVIIIe siècle), la carte d'état-major (1820-1866) et les cartes ou photos aériennes de l'IGN pour la période actuelle (1950 à aujourd'hui).

### Voies de communication et transports
Le territoire est traversé par la route nationale 174 dont un échangeur est dans la commune. S'y raccordent la route départementale no 972 (ancienne route nationale 172) reliant Saint-Lô à l'est à Coutances à l'ouest, et la D 900e3, annexe de la D 900 qui permet de rejoindre Hébécrevon au nord-ouest. De cette D 900 part la D 149 qui rejoint La Chapelle-en-Juger à l'ouest. L'accès à l'A84 est à Guilberville (échangeur 40) à 24 km au sud-est.

## Toponymie

### Attestations anciennes
- Agnels 1056/1066[20].
- Herbertus de Agnes 1056/1066[21].
- Agnels ~1135[22].
- de Agnellis XIIe siècle s., ~1180[22].
- de Agneax c.1210[22].
- Philippus de Agnellis 1218[23].
- ecclesi[a] Sancti Johannis de Agnellis ; dominus de Agnellis 1332[24].
- Sanctus Johannes de Agnellis 1351/1352[25].
- Aigneaux 1612/1636[26], 1677[27], 1713[28].
- Agneaux 1753/1785[29], 1854[30], 1903[31].

### Étymologie
Toponyme médiéval issu de l'ancien français agnel « agneau », et évoquant probablement un élevage de moutons. L'absence d'article suggère une fixation précoce (avant l'an mil). Les attestations ne sont pas suffisamment anciennes pour pouvoir affirmer que ce nom date de la période gallo-romaine (il reposerait alors sur le gallo-roman AGNELLOS), hypothèse que l'on ne peut cependant pas exclure a priori.
Remarque sur les graphies anciennes
- Dans la graphie Agneax (~1210), le -x final correspond à un ancien signe abréviatif utilisé dans les manuscrits médiévaux pour noter la terminaison latine -us. Il faut donc lire °Agneaus, première trace écrite pour ce nom de la vocalisation de [l] devant consonne (évolution Agnels > °Agneaus), qui se manifeste en ancien français à partir du XIe siècle.
- La graphie Aigneaux, que l'on rencontre aux XVIIe et XVIIIe siècles, correspond à une ancienne notation de n mouillé [n'], que nous écrivons aujourd'hui -gn- et prononçons [ɲ]. Ce son, initialement articulé comme le début du mot anglais new, a été longtemps transcrit -ign- (parfois même -igni-), d'où les anciennes graphies campaigne "campagne", Mortaigne "Mortagne", montaigne "montagne", etc. Tombées peu à peu en désuétude, elles ont été parfois mal lues, et engendré des prononciations fautives, telles que celles du nom de Michel de Montaigne, ou du mot araignée, maintenant passées dans l'usage. Tout ceci pour expliquer que l'ancienne graphie Aigneaux doit être lue a-igneaux [an'o] ou [aɲo], et non ai-gneaux.

### Gentilé
Le gentilé est Agnelais.

## Histoire
À l'occasion de la construction de la déviation de Saint-Lô, de nombreuses fouilles archéologiques préventives ont eu lieu. Elles ont bien mis en évidence la longue histoire d'Agneaux depuis la Préhistoire.
Les vestiges les plus importants concernent l'âge du bronze, avec l'installation d'une vaste nécropole et avec la découverte de plusieurs dépôts d'objets en bronze, puis l'époque médiévale.
Un Herbert Ier d'Aigneaux aurait été l'un des compagnons de Guillaume le Conquérant (liste de Falaise). Un Foulque d'Aigneaux accompagna le duc de Normandie Robert Courteheuse à la première croisade (1095-1099).
Julienne ou Jeanne Couillard (XVIe siècle), née à Agneaux, défendit en 1574, avec d'autres femmes, l'entrée de Saint-Lô aux troupes catholiques de Matignon qui tua 300 défenseurs, mais laissa la vie sauve à Julienne Couillard.
Comme Saint-Lô, la ville fut détruite en juillet 1944.

## Politique et administration

### Administration municipale
| Période       | Période                  | Identité                     | Étiquette    | Qualité |
| ------------- | ------------------------ | ---------------------------- | ------------ | --- |
| 1790          |                          | Pierre Mauger de Varennes    |              | Garde du corps du roi et capitaine de cavalerie |
| 1792          | 1800                     | Nicolas Lerouxel             |              | |
| 1800          | décembre 1813 (décès)    | Claude Lecardonnel           |              | Ancien juge |
| décembre 1813 | juillet 1816 (décès)     | Luc Le Bas                   |              | Médecin |
| juillet 1816  | octobre 1830             | Nicolas Denier d'Aprigny     |              | Ancien lieutenant de la Garde du roi |
| octobre 1830  | décembre 1831            | Jean-Baptiste Douchin        |              | Rentier |
| décembre 1831 | 1843                     | Michel Putot                 |              | |
| 1843          | mai 1872                 | Louis Desquesnes             |              | |
| mai 1872      | mars 1892                | Louis Yver                   |              | Propriétaire du château de la Pallière |
| mars 1892     | mai 1892 (décès)         | Eugène Leboucher             |              | |
| mai 1892      | juillet 1914             | Prosper Marie                |              | |
| juillet 1914  | décembre 1919            | Victor Leroy                 |              | Adjoint au maire (1912 → 1914) |
| décembre 1919 | mars 1920                | Louis Alibert                |              | Médecin |
| mars 1920     | avril 1925               | Louis Leclerc                |              | |
| mai 1925      | juin 1927 (démission)    | Alberich Leconte             |              | |
| juin 1927     | mars 1928 (décès)        | Louis Alibert                |              | Médecin |
| mai 1928      | mai 1935                 | Louis Ledanois               |              | |
| mai 1935      | mars 1971                | Pierre Lemonnier de Gouville | RPF          | Agriculteur, résistant |
| mars 1971     | mars 2000 (démission)    | Edmond Piédagnel             | UDR puis RPR | Entrepreneur de menuiserie, maire honoraire Conseiller général de Saint-Lô-Ouest (1992 → 2004) Vice-président du district de Saint-Lô Suppléant du député Jean-Marie Daillet (1981 → 1986) Président de l'Association des maires de la Manche (1989 → 2000) |
| avril 2000    | mars 2014                | Alain Métral                 | DVD          | Retraité |
| mars 2014     | octobre 2024 (démission) | Alain Sévêque                | DVD          | Retraité de la fonction publique 10e vice-président de Saint-Lô Agglo (2020 → ) |
| oct. 2024     | En cours                 | Patrick Simon                | DVD          | Cadre bancaire |

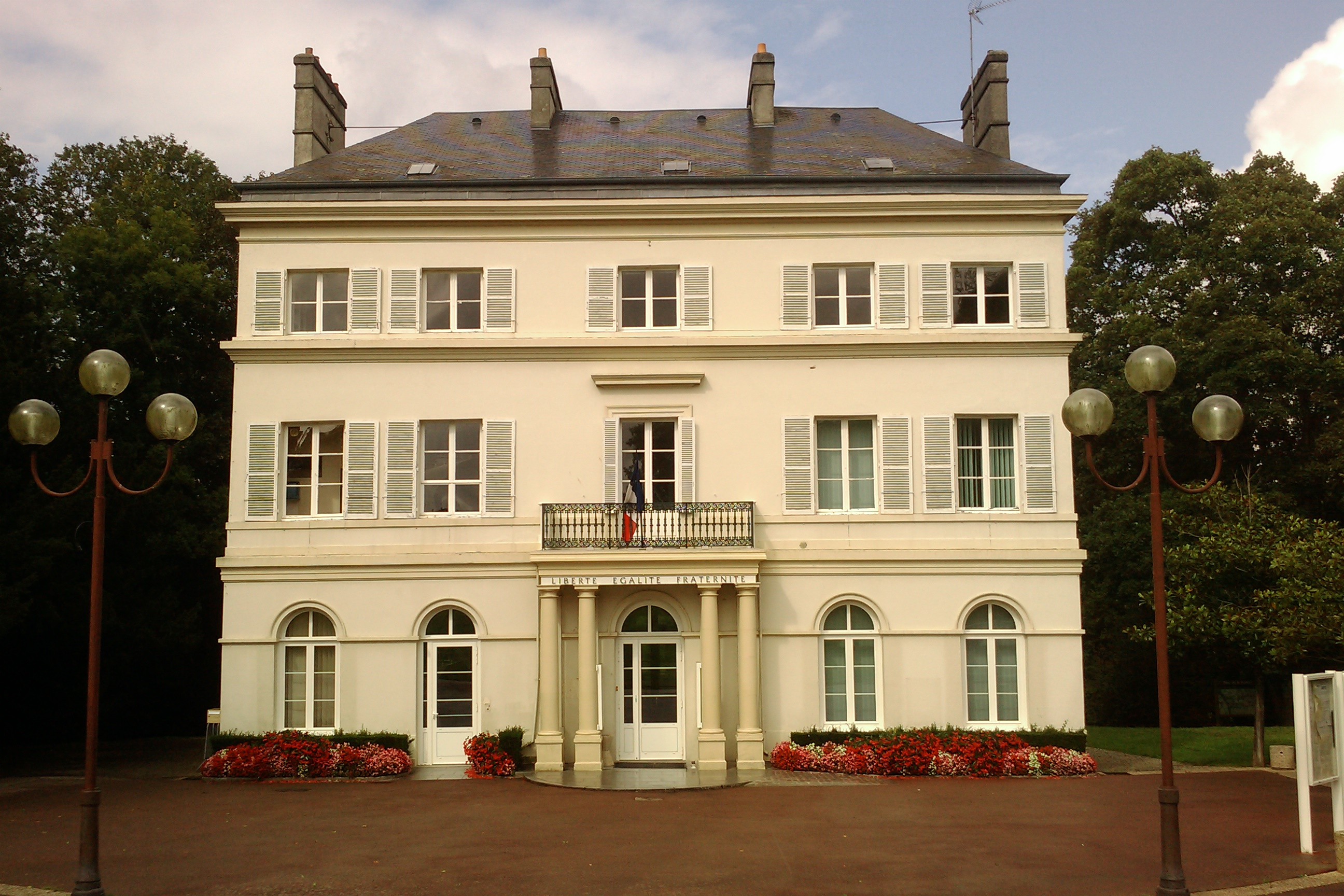
L'hôtel de ville.

Le conseil municipal est composé de vingt-sept membres dont le maire et six adjoints.

### Jumelages
- Bruck an der Großglocknerstraße (Autriche) depuis 1994
- Rapoltu Mare (Roumanie) depuis 1993. Le conseil municipal à l'unanimité a voté, le 12 décembre 2019, la fin du jumelage avec Rapoltu Mare et un jumelage avec Fratault-Noi, ville située au nord-est de la Roumanie près de la frontière ukrainienne.

## Équipements et services publics

### Enseignement

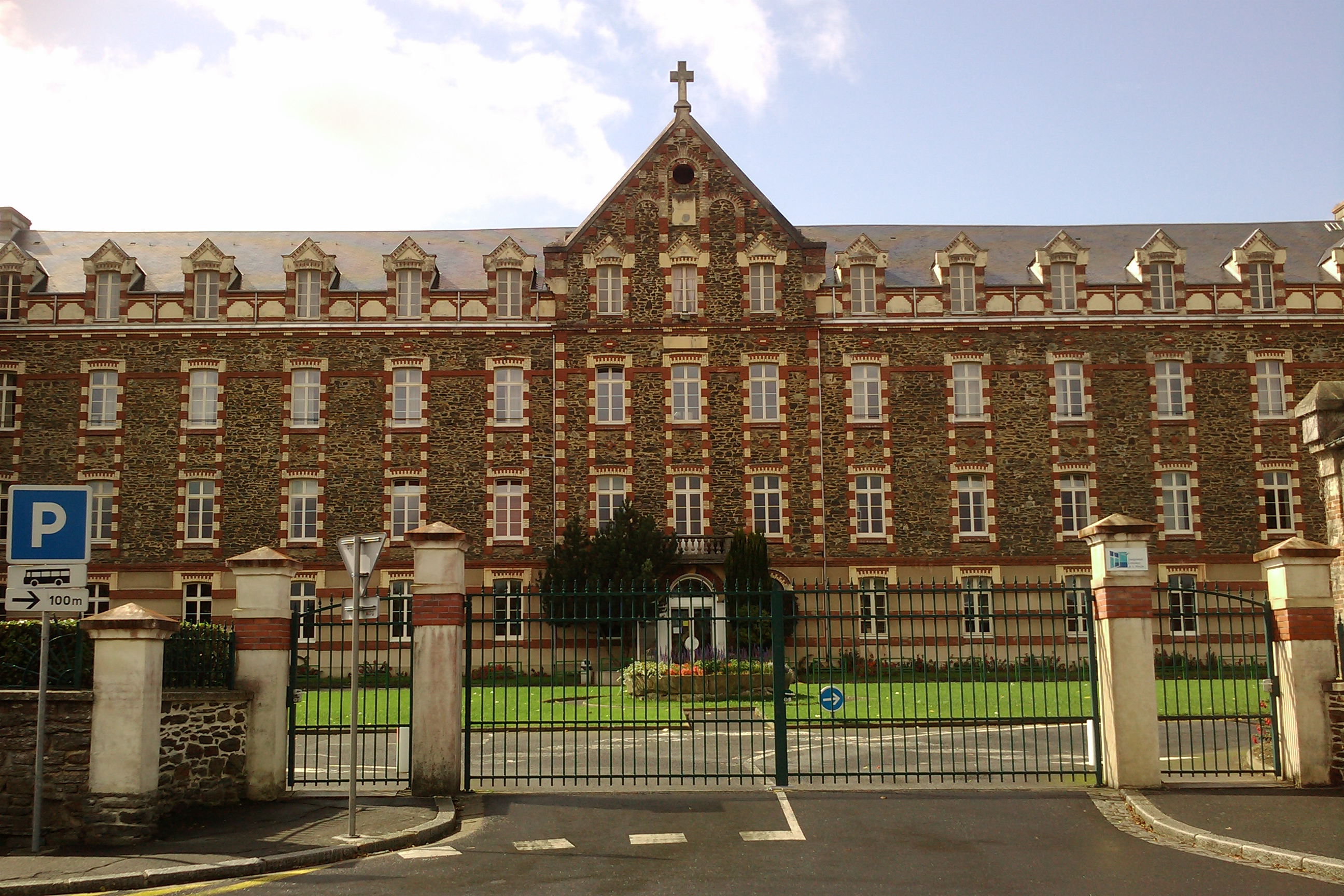
L'Institut Saint-Lô d'Agneaux.

| Cycle     | Établissement public          | Établissement privé                                   |
| --------- | ----------------------------- | ----------------------------------------------------- |
| Écoles    | Groupe scolaire Marie-Ravenel | L'Institut                                            |
| Collèges  |                               | L'Institut                                            |
| Lycée     |                               | L'Institut                                            |
| Supérieur |                               | L'institut Institut d'administration des entreprises. |

## Population et société

### Démographie
L'évolution du nombre d'habitants est connue à travers les recensements de la population effectués dans la commune depuis 1793. Pour les communes de moins de 10 000 habitants, une enquête de recensement portant sur toute la population est réalisée tous les cinq ans, les populations de référence des années intermédiaires étant quant à elles estimées par interpolation ou extrapolation. Pour la commune, le premier recensement exhaustif entrant dans le cadre du nouveau dispositif a été réalisé en 2005.
En 2022, la commune comptait 4 266 habitants, en évolution de +6,38 % par rapport à 2016 (Manche : −0,31 %, France hors Mayotte : +2,11 %).
Agneaux a compté jusqu'à 4 476 habitants en 1999.
| 1793 | 1800 | 1806 | 1821 | 1831 | 1836 | 1841 | 1846 | 1851 |
| ---- | ---- | ---- | ---- | ---- | ---- | ---- | ---- | ---- |
| 908  | 892  | 953  | 920  | 896  | 933  | 934  | 951  | 990  |

| 1856  | 1861  | 1866 | 1872 | 1876 | 1881 | 1886 | 1891 | 1896 |
| ----- | ----- | ---- | ---- | ---- | ---- | ---- | ---- | ---- |
| 1 018 | 1 038 | 799  | 786  | 820  | 875  | 907  | 912  | 819  |

| 1901 | 1906 | 1911  | 1921  | 1926  | 1931  | 1936  | 1946  | 1954  |
| ---- | ---- | ----- | ----- | ----- | ----- | ----- | ----- | ----- |
| 832  | 807  | 1 054 | 1 101 | 1 093 | 1 024 | 1 178 | 1 250 | 1 787 |

| 1962  | 1968  | 1975  | 1982  | 1990  | 1999  | 2005  | 2006  | 2010  |
| ----- | ----- | ----- | ----- | ----- | ----- | ----- | ----- | ----- |
| 1 707 | 2 308 | 2 819 | 3 716 | 4 173 | 4 476 | 4 163 | 4 095 | 4 020 |

| 2015  | 2020  | 2022  | - | - | - | - | - | - |
| ----- | ----- | ----- | - | - | - | - | - | - |
| 4 036 | 4 245 | 4 266 | - | - | - | - | - | - |

### Sports et loisirs
L'Agneaux football club fait évoluer une équipe de football en ligue de Basse-Normandie et deux autres en divisions de district.

## Économie
La commune dispose d'une antenne de la chambre de commerce et d'industrie de Centre et Sud-Manche.
- Entreprise Serrurerie et métallerie saint-loise (SMSL) : constructions métalliques et charpentes de 1945 à 2012. L'entreprise a déposé le bilan et fermé ses portes.
- Chaudronnerie A.C.D.N., aujourd'hui C.T.I. (76 p.)[50] (groupe M ou Monteiro), depuis 2021.

## Culture locale et patrimoine

### Lieux et monuments

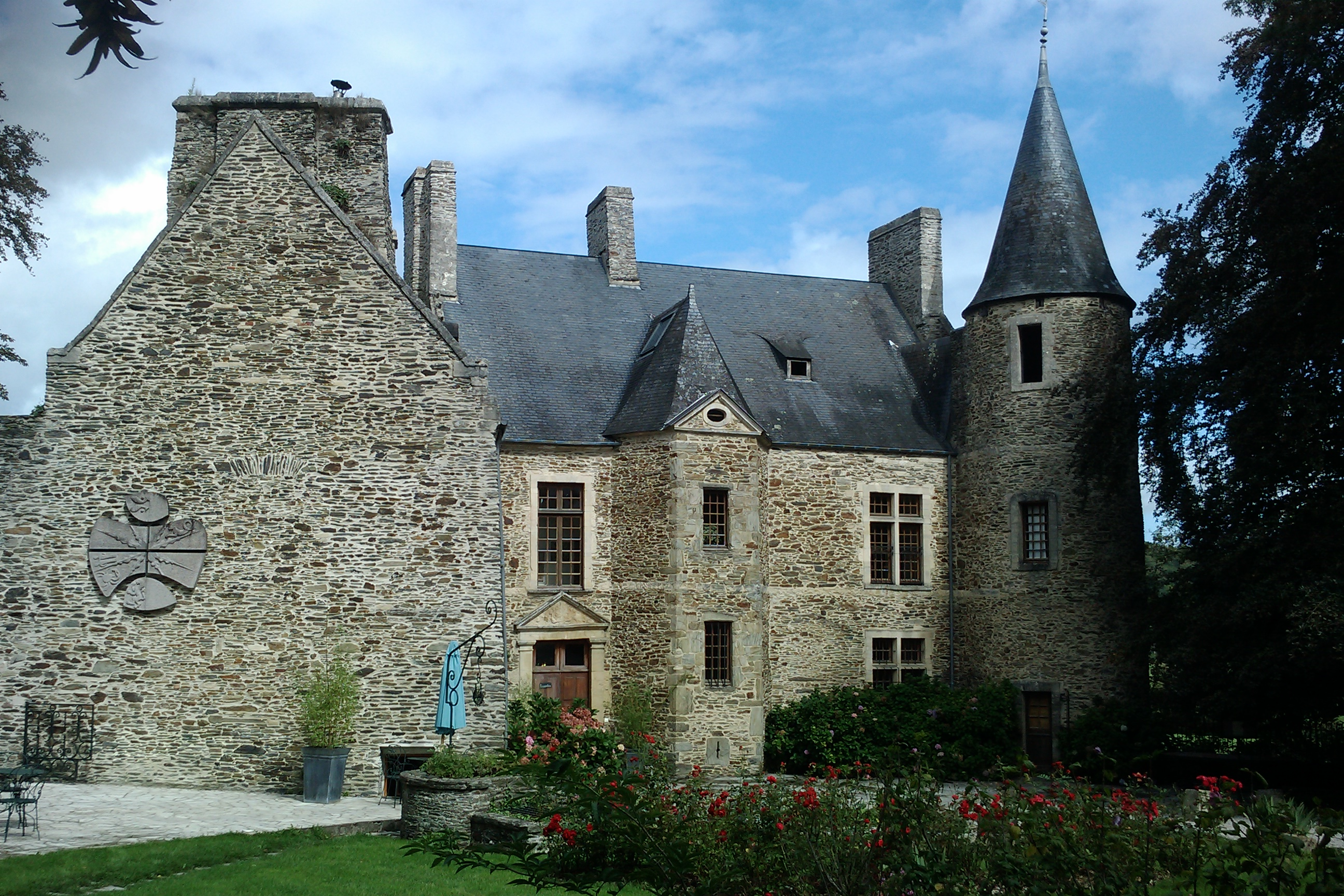
Le château de Sainte-Marie.

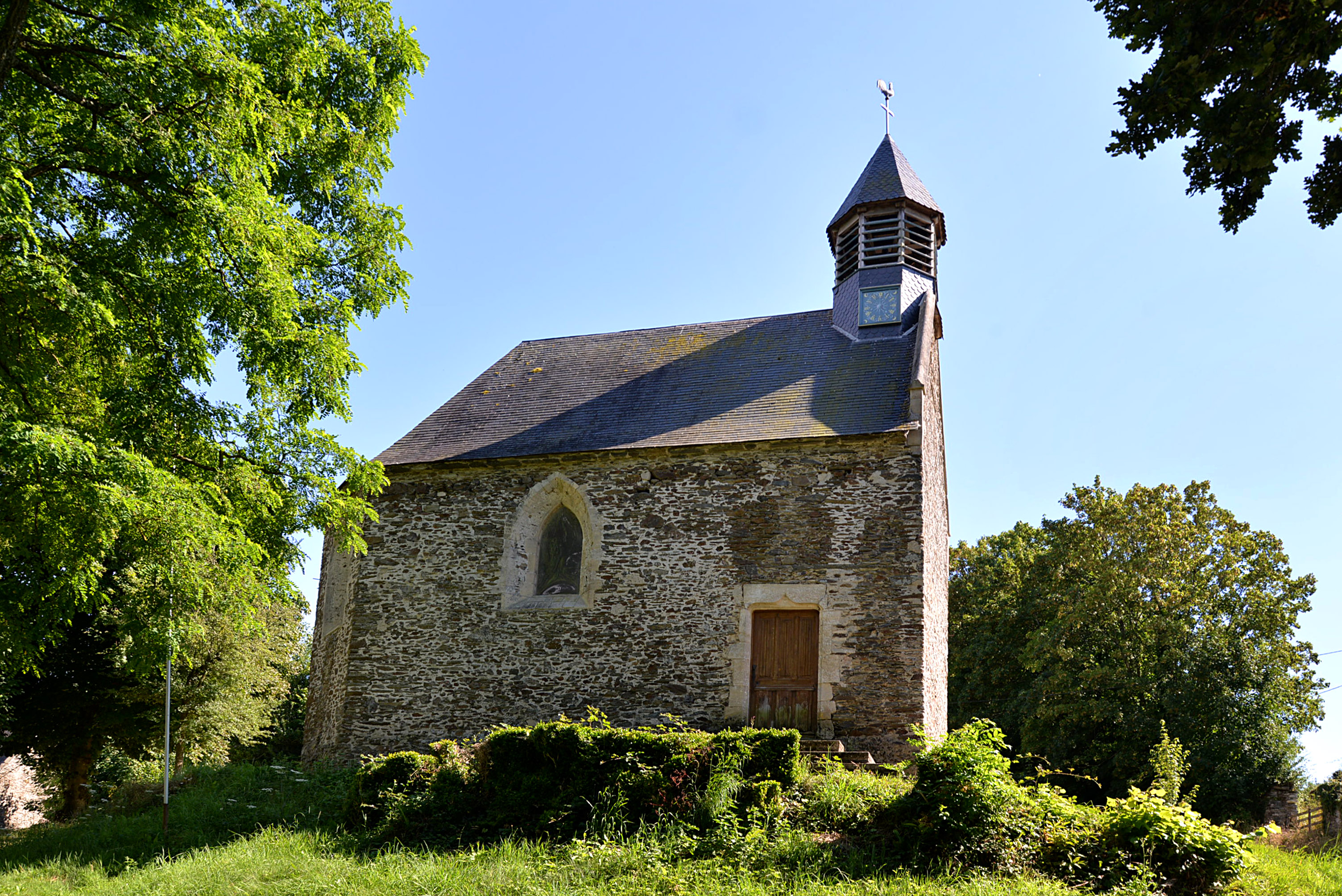
La chapelle Sainte-Marie.

- Château de Sainte-Marie des XVe, XVIe – XIXe siècles. Aujourd'hui hôtel-restaurant, il est inscrit partiellement aux monuments historiques par arrêté du 3 mai 1974[51].
- Chapelle Sainte-Marie du château ; restaurée. Son origine remonte au XIIIe siècle[37].
- Ferme du château du XVIIe siècle, inscrite aux monuments historiques par arrêté du 2 avril 1946[52].
- Église Saint-Jean-Baptiste d'Agneaux des XVIIe, XVIIIe – XXe siècles, dont le clocher est rasé en 1944. L'église modernisée après les bombardements de 1944, abrite notamment une chape rose du XVIIIe siècle[37],[53] classée au titre objet aux monuments historiques[54]. La verrière du XXe siècle est répertoriée à l'Inventaire général du patrimoine culturel.
- Château de la Pallière du XIXe siècle, et son parc. L'édifice est depuis 1983 le siège de la mairie.
- Manoir des XVe – XVIe siècles, à 1 km au sud-ouest, dominant la rive droite de la Vire[55].
- La falaise, site inscrit depuis le 10 décembre 1974[56].
- La place de la Palière, au centre de la commune.

La commune est également concernée par le périmètre de protection de plusieurs monuments saint-lois : les remparts de Saint-Lô (inscrit MH), le château de la Vaucelle (inscrit MH) et le manoir de Bosdel (inscrit MH).

### Personnalités liées à la commune
- Julien Le Paulmier de Grantemesnil (Agneaux, 1520 - 1588), médecin.